# サイバーダインスタジオ
サイバーダインスタジオ（CYBERDYNE STUDIO）とは茨城県つくば市の大和ハウス工業が運営するショッピングセンター「iiasつくば」内に設けられたロボットミュージアムである。2008年10月31日開業。
パワードスーツHALの開発で知られるCYBERDYNE株式会社がプロデュースし研究開発を進めるロボットをはじめとした最新テクノロジーやサイバニクス技術（人、機械、情報系の複合融合分野）を紹介、展示する。
キャッチコピーは「本物のロボットとの共生を体験できる未来テクノロジー拠点」。
場内では、オムニビジョン映像作品第一弾として、河森正治総監督「TARGET HAL マイクロアドベンチャー」が公開されている。 